# Matt Damon
Matt Damon (* 8. října 1970 Cambridge, USA) je americký herec, filmový producent a scenárista. Ve filmu se poprvé objevil v roce 1988 ve snímku Být dobrou matkou. Všeobecně známým se stal po boku Bena Afflecka ve filmu Dobrý Will Hunting, ke kterému spolu s Affleckem napsal scénář, a kde byl za výkon v hlavní roli nominován na Oscara.
Za titulní postavu opuštěného astronauta Marka Watneyho ve sci-fi dramatu Marťan obdržel Zlatý glóbus za nejlepší mužský herecký výkon v komedii či muzikálu.

## Herecká kariéra
Začínal spolu se svým kamarádem Benem Affleckem s herectvím již v raném věku, kdy se věnovali hraní v TV reklamách. Navštěvoval Harvardovu univerzitu, kde studoval anglickou literaturu, nicméně ji nedokončil a jel budovat svou kariéru do Hollywoodu.
Po příchodu do Los Angeles začínal v několika projektech společnosti TNT a navázal kontakty potřebné pro získání zajímavějších rolí. Zahrál si po boku Denzela Washingtona a Meg Ryanové ve válečném filmu Odvaha pod palbou (1996), a poté ve snímku Francise Forda Coppoly Vyvolávač deště. Krátce na to uvedli spolu s Affleckem jejich společný film Dobrý Will Hunting (1997), kde byli oba autory scénáře. Snímek byl oceněn jak Zlatým glóbem, tak i Oscarem. Tímto počinem si otevřel dveře mezi hollywoodskou filmovou smetánku. Další z jeho známých rolí je také postava agenta Jasona Bournea ve filmu Agent bez minulosti z roku 2002 a v jeho pokračování Bourneův mýtus (2004), Bourneovo ultimátum (2007) a Jason Bourne (2016). Z nepotvrzených zdrojů se také plánuje ještě další pokračování Jasona Bourna po boku s hercem Jeremy Rennerem ze čtvrtého dílu Bournův odkaz (2012).
Za roli ve filmu Marťan (2015) získal nominaci na Oscara a později získal cenu Zlatý glóbus.

## Osobní život
Chodil se svou kolegyní z Dobrého Willa Huntinga, Minnie Driver. Později měl dvouroční vztah s herečkou Winonou Ryder. V letech 2001 až 2003 chodil s Odessou Whitmire, bývalou osobní asistentkou Billyho Boba Thorntona a Bena Afflecka. Během natáčení filmu Bratři jak se patří v roce 2003 potkal v Miami Lucianu Bozán Barroso (narozenou v roce 1976 v Argentině), která zde pracovala jako barmanka. Pár se vzal na soukromém obřadu dne 9. prosince 2005 v Manhattan Marriage Bureau blízko newyorské radnice. Damon se stal nevlastním otcem mladší dcery Bozán Barrosy, Alexie, která byla z jejího předchozího manželství. Pár má ještě tři děti, Isabellu (* 2006), Giu Zavalu (* 2008) a Stellu Zavalu (* 2010) a celá rodina sídlí na Manhattanu. Dne 13. dubna 2013 Damon se svou ženou obnovili svůj svatební slib po osmi letech manželství.
Damon je fanouškem týmu Boston Red Sox. Poté, co tým v roce 2007 vyhrál soutěž World Series, tak na pamětním DVD vyprávěl tuto událost.
Rád hraje poker a soutěžil v několika sériích World Series of Poker, včetně hlavní soutěže v roce 2010. V této soutěži přišel o 25 000 dolarů, když se připravoval na roli profesionálního hráče pokeru ve filmu Hráči.

## Humanitární práce

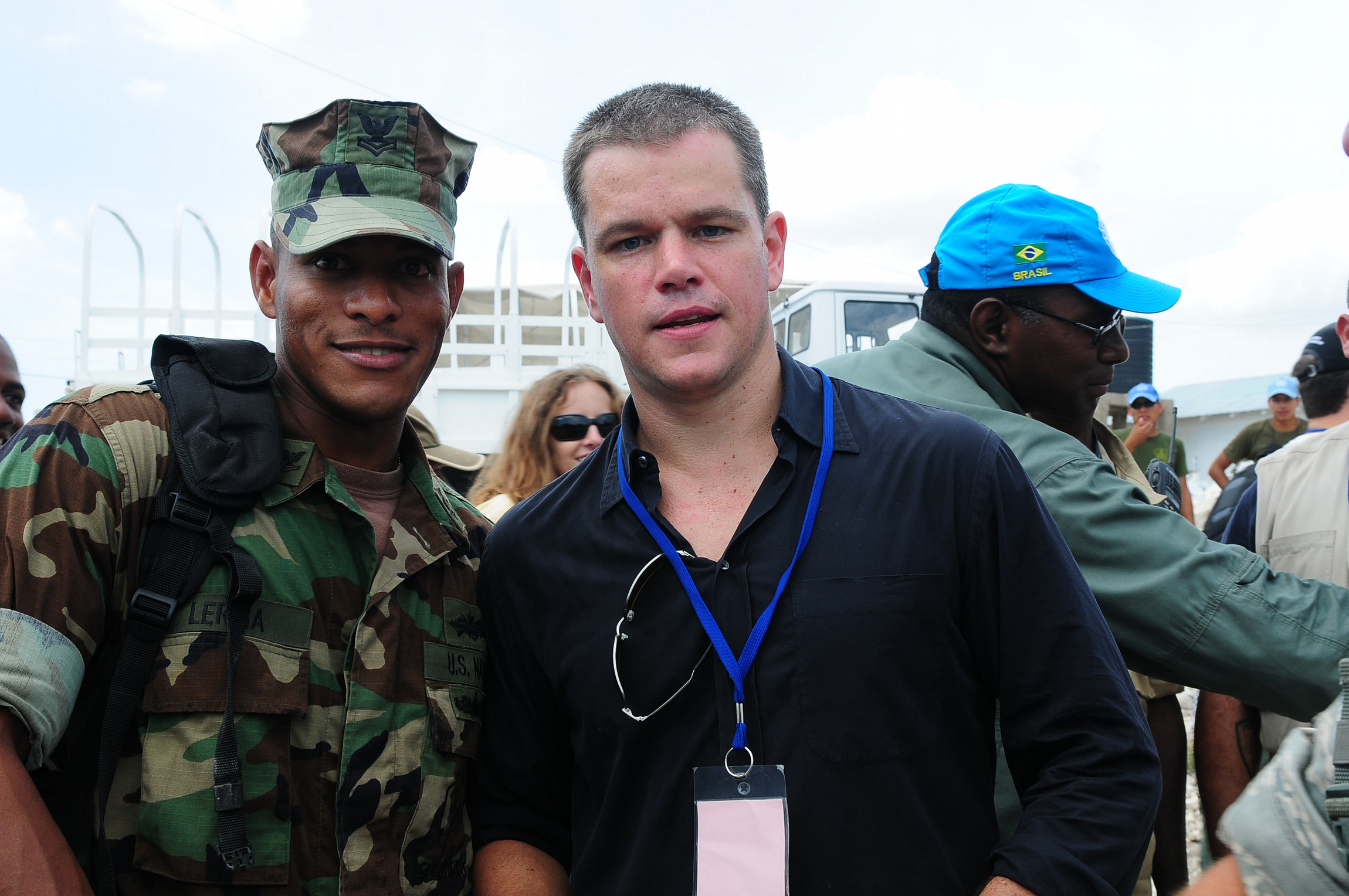
Damon jako dobrovolník na Haiti jako součást pomoci OSN pro Haiti

Damon byl zakladatelem H2O Africa Foundation, charitativní odnože expedice Running the Sahara, která se spojila s WaterPartners k vytvoření projektu Water.org v červenci 2009. On společně s Georgem Clooneym, Bradem Pittem, Donem Cheadlem, Davidem Pressmanem a Jerrym Weintraubem je zakladatelem Not On Our Watch Project, organizace, která se zaměřuje na globální pozornost a prostředky k zastavení a zabránění masovým zvěrstvům, jako tomu v Darfuru. Damon podporuje také kampaň ONE, který je zaměřena na boj proti AIDS v zemích třetího světa. Objevil se v jejich tištěných i televizních reklamách. Je také ambasadorem pro OneXOne, neziskové nadaci která poskytuje podporu, ochranu a zlepšení života dětí doma v Kanadě, Spojených státech a i po celém světě. Je mluvčím pro Feeding America, největší americké organizaci zaměřené proti hladovění a účastnil se několika jejich akcí o veřejných službách.
Damon je členem představenstva v Tonic Mailstopper (dříve GreenDimes), společnosti, která se snaží zastavit nevyžádanou poštu, která je každý den dovážena do amerických domácností. Když se v dubnu 2007 objevil v pořadu Oprah Winfreyové, tak podpořil úsilí celé organizace, aby zabránil kácení stromů pro papír a obálky. Uvedl: „Pro odhadovaný desetník denně by mohli zastavit 70 procent nevyžádané pošty, která přichází k vám domů. Je to velmi jednoduché, dobrý dárek, já jsem se podepsal za celou naši rodinu. Byl to dárek, který jsem dostal v létě, byl jsem jim velmi nadšení a nyní jsem v radě společnosti.“
V roce 2011 namluvil dokumentární film American Teacher, který měl před celosvětovým uvedením premiéru v New Yorku.

## Obraz v médiích

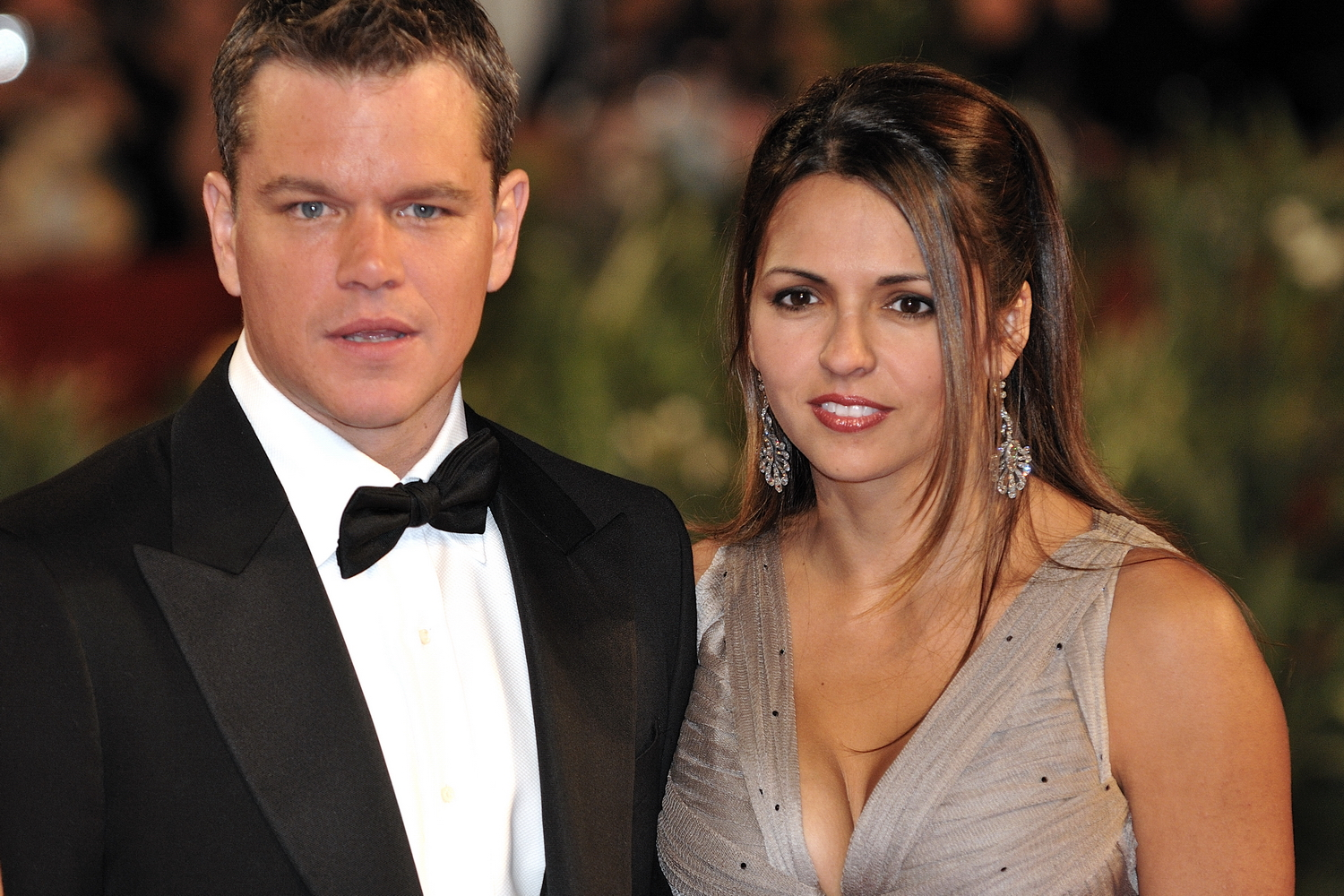
Damon se svou manželkou na 66. ročníku filmového festivalu v Benátkách

### Jimmy Kimmel Live!
V pořadu svého přítele Jimmyho Kimmela Jimmy Kimmel Live! občas vystupuje jako jeho předstíraný rival, se kterým má spory. Jimmy Kimmel měl v této show dlouhotrvající skeč, kdy se na konci každého dílu omlouval, že nemohl udělat rozhovor s Mattem Damonem. Původcem všeho byla parodická scénka, kdy během vysílání dne 12. září 2006, Damon vybuchl vzteky poté, co mu Kimmel utnul jeho interview. V pořadu se pak objevovaly různé skeče a narážky na Matta Damona. Dne 24. ledna 2013 Damon „násilně převzal“ Kimmelův pořad a zmínil jejich dlouhý spor, v tomto díle se objevily i osobnosti jako Robin Williams, Ben Affleck a Sarah Silvermanová.

### Politické názory
V prosinci 2006 se objevil v politickém diskuzním pořadu Hardball with Chris Matthews a během diskuze o probíhající válce v Iráku vyjádřil znepokojení nad nespravedlností ve všech socio-ekonomických třídách. Damon je podporovatelem demokratické strany a vznesl několik kritických poznámek na adresu republikánské politické strany, ale taktéž vyjádřil rozčarování ohledně politiky prezidenta Baracka Obamy. V roce 2012 spolu s Benem Affleckem a Johnem Krasinskim moderovali finanční sbírku pro kandidátku do Senátu z demokratické strany, Elizabeth Warren.

## Herecká filmografie
- Dobrý Will Hunting (1997)
- Zachraňte vojína Ryana (1998)
- Talentovaný pan Ripley (1999)
- Dannyho parťáci (2001)
- Agent bez minulosti (2002)
- Bournův mýtus (2004)
- Dannyho parťáci 2 (2004)
- Syriana (2005)
- Skrytá identita (2006)
- Bourneovo ultimátum (2007)
- Dannyho parťáci 3 (2007)
- Invictus: Neporažený (2009)
- Opravdová kuráž (2010)
- Koupili jsme ZOO (2011)
- Správci osud (2011)
- Nákaza (2011)
- Interstellar (2014)
- Marťan (2015)
- Jason Bourne (2016)
- Zmenšování (2017)
- Air: Zrození legendy (2023)